# Васильєвський Хутор
Васи́льєвський Ху́тор (рос. Васильевский Хутор) — село у складі Александрово-Заводського району Забайкальського краю, Росія. Входить до складу Манкечурського сільського поселення.

## Населення
Населення — 256 осіб (2010; 369 у 2002).
Національний склад (станом на 2002 рік):
- росіяни — 91 %